# Тритикале
Тритикале (Triticosecale) е изкуствен хибрид между пшеница и ръж. Името е производно от сливането на латинските наименования triticum (пшеница) и secale (ръж). Той съчетава високия продуктивен потенциал и добри качества за хлебопроизводство на пшеницата с понижените изисквания към почвите и пластичност към климатични условия и плевели на ръжта.
Получаването на първично тритикале става чрез опрашване на мека или твърда пшеница с прашец от ръж. Полученият хибрид е стерилен, но чрез изкуствена полиплоидия след обработка с алкалоида колхицин може да се възпроизвежда. Получените хибриди с твърда пшеница са хексаплоидни, а с мека пшеница – оксаплоидни. Хибридите възпроизвеждат характеристиките на двата родителски вида, но за стопански цели се използват кръстоски между изравнени линии и сортове тритикале.
За първи път хибридът е създаден в края на XIX век и започва да се отглежда в Швеция и Шотландия, но едва в края на XX получава стопанско значение. В света главно се използва за фураж на животни, но все по-голямо приложение намира като хлебна култура – за производство най-вече на диетични храни.
Основни производители на зърно от тритикале са Полша, Германия, Франция, Беларус, Китай, Австралия, Унгария, Чехия. Според данни на ФАО през 2004 г. са произведени 13,7 млн. тона зърно от тритикале. За сравнение през същата година първите 10 производители на пшеница са произвели общо 417 млн. тона, а общото производство на първите 10 производители на ръж е 17,5 млн. тона.